# Microscopio invertito

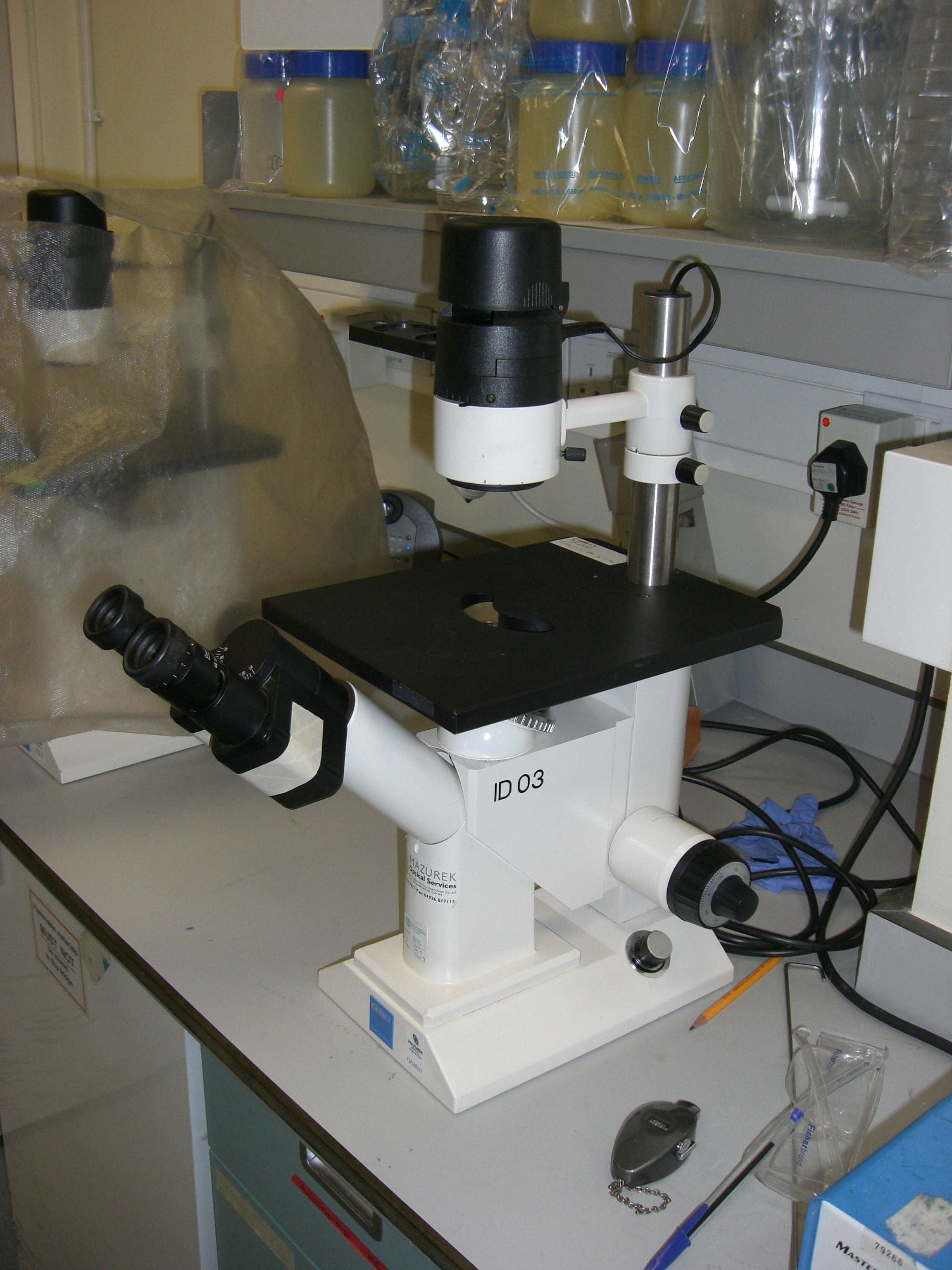
Microscopio invertito per colture cellulari e tissutali

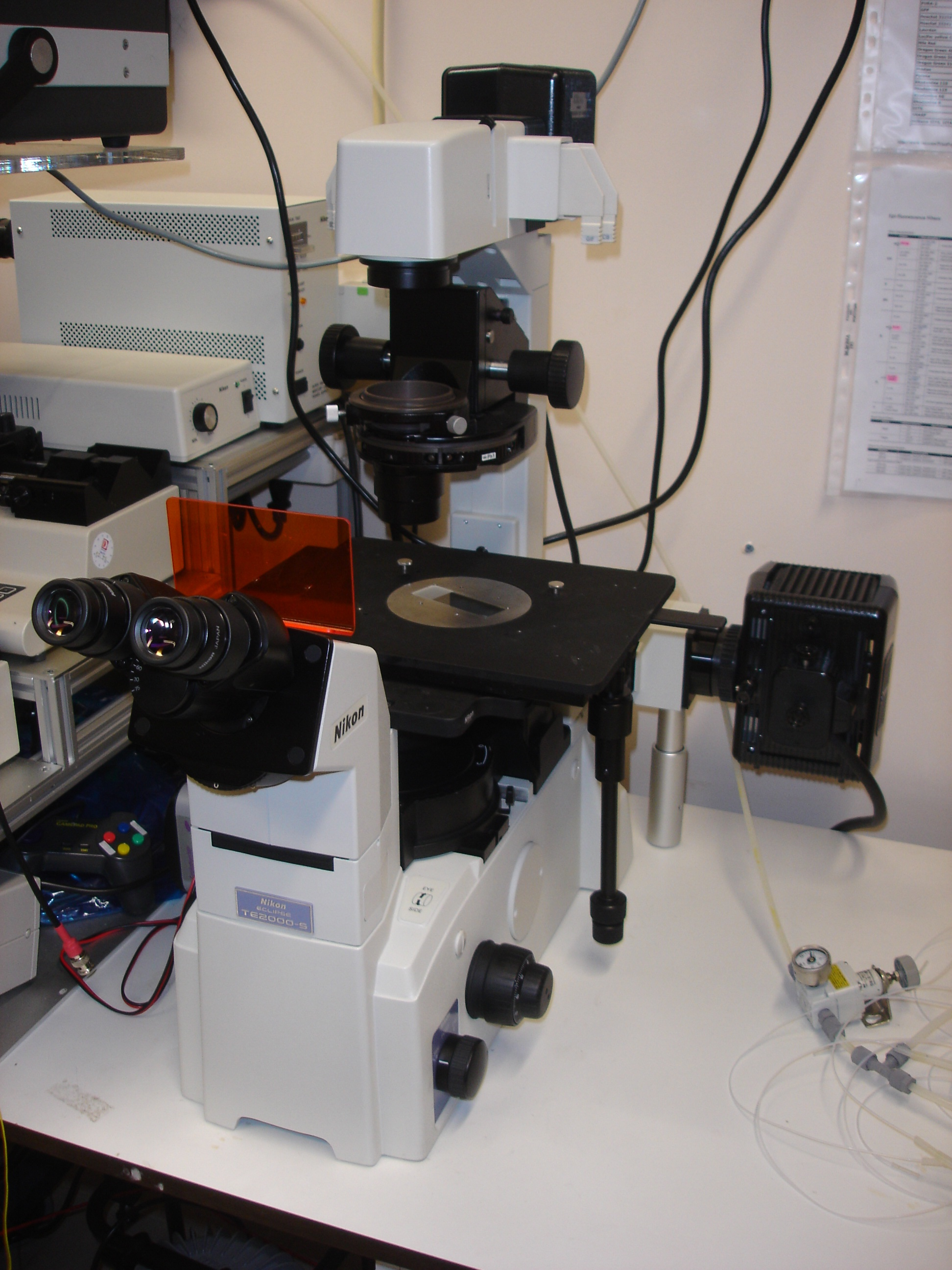
Microscopio invertito a fluorescenza

Il microscopio invertito è un microscopio con la sorgente di luce ed il condensatore posti in alto, al di sopra del tavolino portaoggetti, mentre gli obiettivi e la torretta si trovano al di sotto del tavolino portaoggetti.

## Usi
Il microscopio invertito è utilizzato per osservare cellule viventi o organismi al fondo di un grande contenitore (ad esempio, una coltura di tessuti in una apposita fiasca) in condizioni naturali difficilmente realizzabili con un normale vetrino utilizzato con un microscopio convenzionale. Questo microscopio è in genere equipaggiato di un dispositivo per il contrasto di fase per andare ad osservare le cellule mantenute in vita nelle colture in vitro; infatti tramite la microscopia a contrasto di fase si evita l'utilizzo di coloranti e fissativi non utilizzabili nelle tecniche di coltura cellulare e tissutale.
È il tipo di microscopio più utilizzato nelle tecniche di micromanipolazione in abbinamento con un apposito micromanipolatore.